# Nestkast
Een nestkast(je) is een door mensen vervaardigde nestplaats voor gevleugelde dieren. Er zijn nestkasten beschikbaar voor vogels, bijen, vlinders, hommels en vleermuizen. Veelal wordt gebruikgemaakt van een houten constructie met een invliegopening die is afgeleid van de natuurlijke nestplaats van de beoogde bewoner. Een nest kan ook worden verwerkt in de gevel van een gebouw. Steeds meer gemeenten moedigen dit aan bij nieuwbouw, als onderdeel van het 'natuurinclusief bouwen'. Nestkasten worden echter reeds duizenden jaren ingebouwd in traditionele architectuur over de hele wereld. Een voorbeeld hiervan zijn de Ottomaanse vogel-paleizen die in publieke gebouwen werden verwerkt .

## Nestkasten voor vogels
Bij nestkasten voor vogels bepalen de diameter van de invliegopening en geometrie van de behuizing welke vogelsoort zich zullen willen nestelen. Enkele voorbeelden van typische vogelnestkasten:
| Vogelsoort           | Invlieg- opening                    | Ophang- hoogte | Breedte x diepte x hoogte           | Voorbeeld |
| -------------------- | ----------------------------------- | -------------- | ----------------------------------- | --------- |
| Bonte vliegenvanger  | 32 mm                               | > 2 m          | 12 x 12 x 26 cm                     |           |
| Boomklever           | 32 mm                               |                |                                     |           |
| Boomkruiper          | 30 x 10 mm (Gleuf langs ophangkant) | 1,5 - 3 m      | 10 x 15 x 35 cm                     |           |
| Bosuil               |                                     |                |                                     |           |
| Gekraagde roodstaart | 30 x 50 mm                          | 2 - 3 m        | 12 x 12 x 26 cm                     |           |
| Gierzwaluw           |                                     |                |                                     |           |
| Grauwe vliegenvanger | 100 x 110 mm                        | > 2 m          | 12 x 12 x 16 cm                     |           |
| Grote bonte specht   | 50 mm                               |                |                                     |           |
| Holenduif            |                                     | 2 - 5 m        |                                     |           |
| Huismus              | 35 mm                               | > 2 m          | 33 x 12 x 19-21 cm                  |           |
| Huiszwaluw           |                                     |                |                                     |           |
| Kuifmees             | 30 mm                               |                |                                     |           |
| Koolmees             | 32 mm                               | 2 - 3 m        | 12 x 12 x 26 cm                     |           |
| Pimpelmees           | 28 mm                               | 2 - 3 m        | 12 x 12 x 26 cm                     |           |
| Ringmus              | 40 mm                               | 2 - 3 m        | 12 x 12 x 26 cm                     |           |
| Ruigpootuil          |                                     | 2 - 5 m        |                                     |           |
| Spreeuw              | 45 mm                               | 2 - 5 m        | 16 x 16 x 30 cm                     |           |
| Steenuil             | 70 mm                               | 1,5 - 10 m     | 18 x 75 x 18 cm ('Gekantelde' kast) |           |
| Torenvalk            | Halfopen voorkant                   | > 4 m          | 40 x 30 x 30 cm                     |           |
| Zwarte roodstaart    | 130 x 60 mm (halve maan)            | > 2 m          | 18 x 18 x 20 cm                     |           |

Mensen die zelf een nestkastje knutselen, maken vaak een zitstokje onder de vliegopening. Vogels hebben daar geen behoefte aan en bij professionele nestkastjes zal men zo'n zitstokje dan ook niet aantreffen.
In verband met te hoog oplopende temperatuur wordt de nestkast bij voorkeur niet in de volle zon gehangen. Een vogelhuisje dat wordt ophangen moet met de invliegopening naar het noorden, noordoosten of oosten. Dit voorkomt regen en wind in het vogelhuisje. Hoewel per diersoort verschillend is de minimale hoogte 1,50 meter van de grond.

## Galerij
- Enkele vogelkastjes
- Historisch filmpje over het plaatsen van nestkastjes door scholieren
- Nestkast met koolmezen
- Nestkast voor de gespikkelde duif in de muur van een traditioneel huis in Dogu'a Tembien, Ethiopië